# Érize-la-Petite
Pour les articles homonymes, voir Érize.
Érize-la-Petite est une commune française située dans le département de la Meuse, en région Grand Est.

## Géographie
Érize-la-Petite se trouve sur la Voie Sacrée, 35 km au sud de Verdun et 23 km au nord de Bar-le-Duc.

### Communes limitrophes
| Beausite              | Chaumont-sur-Aire     | Chaumont-sur-Aire   |
| Rembercourt-Sommaisne | Érize-la-Petite       | Chaumont-sur-Aire   |
| Rembercourt-Sommaisne | Rembercourt-Sommaisne | Longchamps-sur-Aire |

### Hydrographie
La commune est traversée par la ligne de partage des eaux entre les régions hydrographiques « la Seine de sa source au confluent de l'Oise (exclu) » et « la Seine du confluent de l'Oise (inclus) à l'embouchure » au sein du bassin Seine-Normandie. Elle est drainée par l'Ezrule, le Fossé 06 de la commune de Chaumont-sur-Aire et le Fossé 01 de la commune de Chaumont-sur-Aire,.
L'Ezrule, d'une longueur de 18 km, prend sa source dans la commune de Érize-Saint-Dizier et se jette  dans l'Aire à Chaumont-sur-Aire, après avoir traversé six communes. 

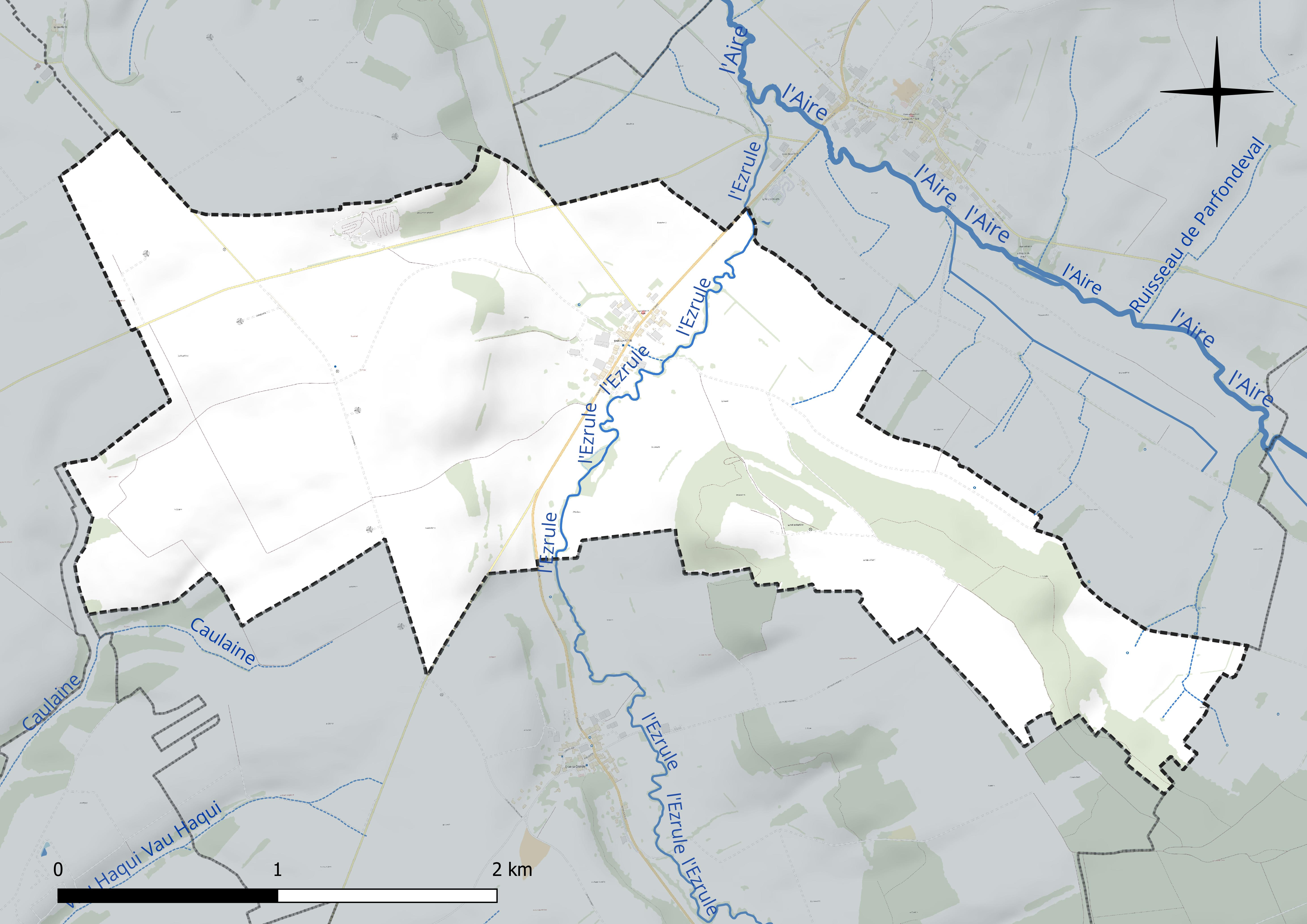
Réseau hydrographique d'Érize-la-Petite.

### Climat
Pour des articles plus généraux, voir Climat du Grand Est et Climat de la Meuse.
En 2010, le climat de la commune est de type climat de montagne, selon une étude du Centre national de la recherche scientifique s'appuyant sur une série de données couvrant la période 1971-2000. En 2020, Météo-France publie une typologie des climats de la France métropolitaine dans laquelle la commune est exposée à un climat océanique altéré et est dans la région climatique  Lorraine, plateau de Langres, Morvan, caractérisée par un hiver rude (1,5 °C), des vents modérés et des brouillards fréquents en automne et hiver. 
Pour la période 1971-2000, la température annuelle moyenne est de 9,7 °C, avec une amplitude thermique annuelle de 15,7 °C. Le cumul annuel moyen de précipitations est de 1 030 mm, avec 14,2 jours de précipitations en janvier et 9,7 jours en juillet. Pour la période 1991-2020, la température moyenne annuelle observée sur la station météorologique de Météo-France la plus proche, « Chaumont_sapc », sur la commune de Chaumont-sur-Aire à 2 km à vol d'oiseau, est de 10,8 °C et le cumul annuel moyen de précipitations est de 850,0 mm. 
La température maximale relevée sur cette station est de 41,1 °C, atteinte le 25 juillet 2019 ; la température minimale est de −15,5 °C, atteinte le 20 décembre 2009,,. 
Les paramètres climatiques de la commune ont été estimés pour le milieu du siècle (2041-2070) selon différents scénarios d'émission de gaz à effet de serre à partir des nouvelles projections climatiques de référence DRIAS-2020. Ils sont consultables sur un site dédié publié par Météo-France en novembre 2022.

## Urbanisme

### Typologie
Au 1er janvier 2024, Érize-la-Petite est catégorisée commune rurale à habitat très dispersé, selon la nouvelle grille communale de densité à sept niveaux définie par l'Insee en 2022.
Elle est située hors unité urbaine et hors attraction des villes,.

### Occupation des sols
L'occupation des sols de la commune, telle qu'elle ressort de la base de données européenne d’occupation biophysique des sols Corine Land Cover (CLC), est marquée par l'importance des territoires agricoles (87,5 % en 2018), en augmentation par rapport à 1990 (84,1 %). La répartition détaillée en 2018 est la suivante : 
terres arables (55,2 %), prairies (28,9 %), forêts (12,5 %), zones agricoles hétérogènes (3,4 %). L'évolution de l’occupation des sols de la commune et de ses infrastructures peut être observée sur les différentes représentations cartographiques du territoire : la carte de Cassini (XVIIIe siècle), la carte d'état-major (1820-1866) et les cartes ou photos aériennes de l'IGN pour la période actuelle (1950 à aujourd'hui).

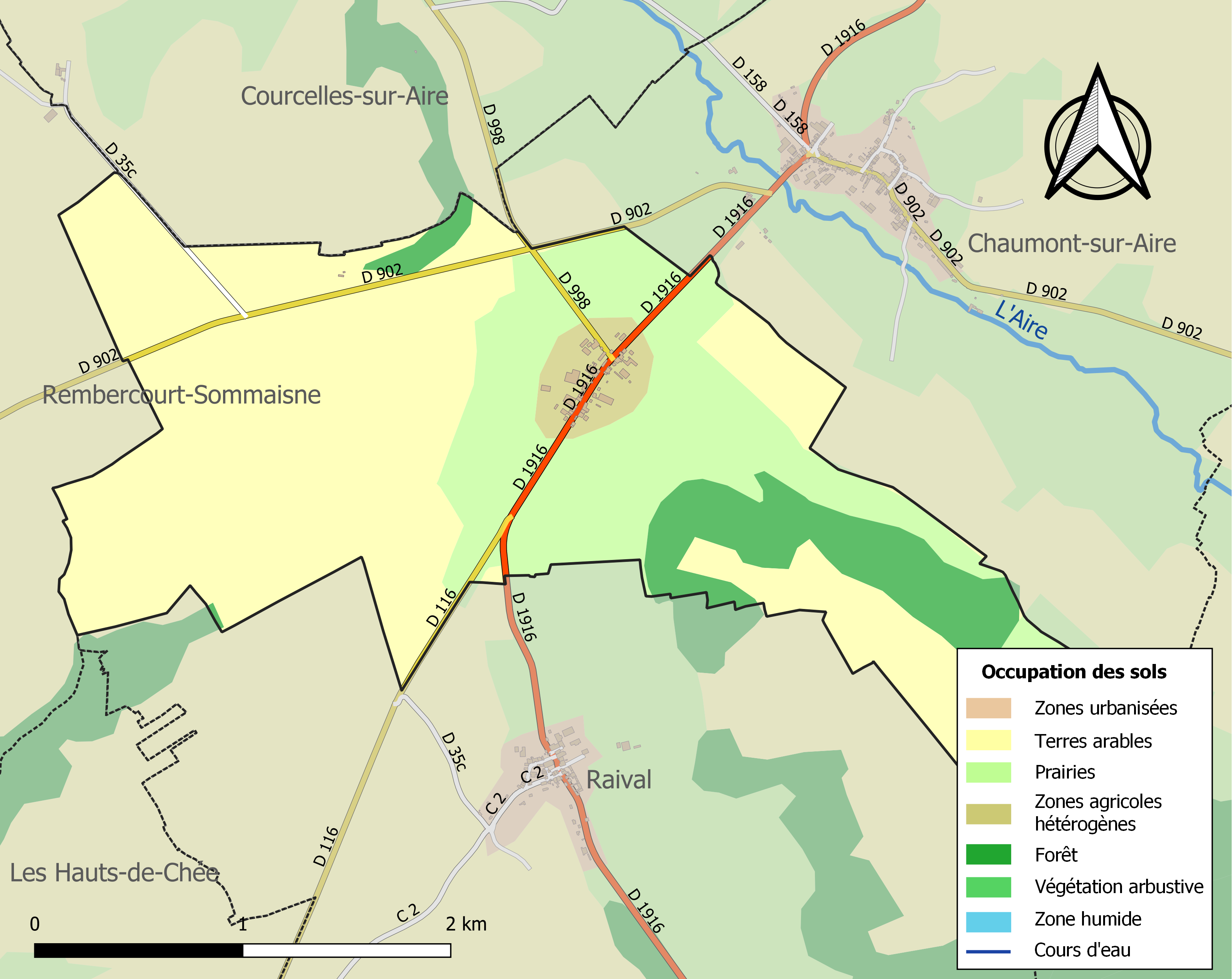
Carte des infrastructures et de l'occupation des sols de la commune en 2018 (CLC).

## Toponymie
Le nom de la localité est attesté sous les formes Érise-la-Petite (1245) ; Les Érizes, Erisiæ (1738) ; Erisia-Parva (1749) ; Erisia ou Ericia-Parva (1756).

Forme ancienne erisia, qui a pour origine la base hydronymique de la rivière qui la traverse *ar. Erisia, de *ar suivi du suffixe -itia.

## Politique et administration

### Liste des maires
| Période                                  | Période   | Identité                                         | Étiquette | Qualité |
| ---------------------------------------- | --------- | ------------------------------------------------ | --------- | ------- |
| Les données manquantes sont à compléter. |           |                                                  |           |         |
| mars 2001                                | mars 2014 | Claude Martinet                                  | DVD       |         |
| mars 2014                                | En cours  | Katya Chasseigne Réélue pour le mandat 2020-2026 | DVD       |         |

### Politique environnementale
Le parc éolien de la Voie sacrée, mis en service en juillet 2007 par Sorgenia France, est situé sur le territoire de la commune et ceux voisins de Beausite, Raival et Courcelles-sur-Aire. Composé de 27 éoliennes, il développe une puissance totale de 54 MW.

## Population et société

### Démographie
L'évolution du nombre d'habitants est connue à travers les recensements de la population effectués dans la commune depuis 1793. Pour les communes de moins de 10 000 habitants, une enquête de recensement portant sur toute la population est réalisée tous les cinq ans, les populations de référence des années intermédiaires étant quant à elles estimées par interpolation ou extrapolation. Pour la commune, le premier recensement exhaustif entrant dans le cadre du nouveau dispositif a été réalisé en 2004.

En 2022, la commune comptait 43 habitants, en évolution de −27,12 % par rapport à 2016 (Meuse : −4,4 %, France hors Mayotte : +2,11 %).
| 1793 | 1800 | 1806 | 1821 | 1831 | 1836 | 1841 | 1846 | 1851 |
| ---- | ---- | ---- | ---- | ---- | ---- | ---- | ---- | ---- |
| 142  | 157  | 163  | 160  | 181  | 200  | 185  | 208  | 204  |

| 1856 | 1861 | 1866 | 1872 | 1876 | 1881 | 1886 | 1891 | 1896 |
| ---- | ---- | ---- | ---- | ---- | ---- | ---- | ---- | ---- |
| 190  | 180  | 171  | 151  | 139  | 118  | 118  | 112  | 109  |

| 1901 | 1906 | 1911 | 1921 | 1926 | 1931 | 1936 | 1946 | 1954 |
| ---- | ---- | ---- | ---- | ---- | ---- | ---- | ---- | ---- |
| 110  | 114  | 104  | 81   | 88   | 90   | 88   | 77   | 89   |

| 1962 | 1968 | 1975 | 1982 | 1990 | 1999 | 2004 | 2006 | 2009 |
| ---- | ---- | ---- | ---- | ---- | ---- | ---- | ---- | ---- |
| 83   | 90   | 74   | 64   | 53   | 63   | 56   | 56   | 65   |

| 2014 | 2019 | 2022 | - | - | - | - | - | - |
| ---- | ---- | ---- | - | - | - | - | - | - |
| 61   | 46   | 43   | - | - | - | - | - | - |

## Culture locale et patrimoine

### Lieux et monuments
Une grande borne kilométrique de 5 mètres de hauteur représentant la Voie Sacrée est visible à Érize-la-Petite. Elle fut érigée à l'occasion du Tour de France 2001 mais elle était à Lemmes quand les coureurs sont passés car c'est à cet endroit qu'il rejoignaient la Voie Sacrée après être partis de Verdun. Mais, ayant été construite par trois retraités dont un qui est un ancien maire et habitant d'Erize-la-Petite, la borne retrouva place dans le village quelques jours plus tard, sur la petite place devant la mairie.

### Personnalités liées à la commune
- John Dos Passos (1896-1970), écrivains américain du XXe siècle.

### Héraldique
| Blason de Érize-la-Petite | Blason  | D'azur à la bande ondée d'or chargée de deux socs de charrue de gueules, posés en bande, la pointe en bas, et accompagnée, en chef, d'un diamant d'argent et, en pointe, d'une fleur de lis de jardin du même. |
| Blason de Érize-la-Petite | Détails | Création de R.A. Louis avec les conseils de la Commission Héraldique de l'UCGL. Adopté par la commune en novembre 2014.                                                                                        |